# Mark Macon
Mark L. Macon (Saginaw, Míchigan, 14 de abril de 1969) es un exjugador y entrenador de baloncesto estadounidense que disputó 6 temporadas en la NBA. Con 1,94 metros de altura, jugaba en la posición de base. Desde 2019 ocupa el puesto de entrenador asistente en la Universidad de Temple.

## Trayectoria deportiva

### Universidad
Jugó durante cuatro temporadas con los Owls de la Universidad de Temple, donde coincidió con otros dos futuros jugadores de la NBA, Aaron McKie y Eddie Jones. En total promedió 22 puntos y 4,9 rebotes por partido.

### Profesional
Fue seleccionado en el octavo puesto del Draft de la NBA de 1991 por Denver Nuggets, y en su primera temporada fue incluido en el segundo Mejor quinteto de rookies, tras promediar 10,6 puntos y 2,9 asistencias. Ese prometedor comienzo no fue corroborado en temporadas sucesivas, ya que no volvió a pasar de la decena de puntos por partido en ninguna de sus otras 5 temporadas como profesional. A mediados de la temporada 1993-94 fue traspasado a Detroit Pistons, donde las cosas, lejos de mejorar, cayeron en picado. Con apenas 10 minutos de juego por noche, sus cifras no pasaron de los 3 puntos por partido.
Se retiró en 1999, tras seis temporadas, en las que finalmente promedió 6,7 puntos y 1,9 rebotes por partido.
[actualizar]

### Entrenador
En agosto de 2007 fue nombrado entrenador asistente de la Universidad de Binghamton.
[actualizar]
El 12 de abril de 2019, fue nombrado asistente principal del entrenador Aaron McKie en su alma mater, los Owls de la Universidad de Temple.